# Hezār Jolfā
Hezār Jolfā (persiska: هزار جلفا) är en ort i Iran.   Den ligger i provinsen Qazvin, i den nordvästra delen av landet, 120 km väster om huvudstaden Teheran. Hezār Jolfā ligger 1 218 meter över havet och antalet invånare är 833.
Terrängen runt Hezār Jolfā är lite kuperad.Runt Hezār Jolfā är det ganska tätbefolkat, med 108 invånare per kvadratkilometer. Närmaste större samhälle är Alvand, 15,8 km väster om Hezār Jolfā. Trakten runt Hezār Jolfā består till största delen av jordbruksmark.